# 鈴鹿間風
鈴鹿間風（日语：スズカマンボ），是日本純種競賽馬匹。生涯活躍於中長途賽事，曾勝出2005年之春季天皇賞。

## 出賽前
2001年4月28日出生於北海道靜內町（今新日高町）Grand牧場，成長途中被馬主永井啟貳購入。
其後交由栗東訓練中心練馬師橋田滿訓練。

## 競賽生涯

### 2歲
2003年8月17日出戰札幌競馬場2歲新馬戰，但於其中僅獲第四。
其後出戰2歲未勝利戰，比賽途中爆發末腳成功取得首勝。
10月4日出戰札幌兩歲錦標，於直路上未能進一步加速而以第九完賽。
雖然11月1日出戰賽荻錦標以輕鬆的姿態奪得冠軍，但於12月的朝日盃未來錦標因在直路上失速以第十三大敗。

### 3歲
2004年以京成盃作爲首戰，比賽初段保持於中團位置，通過最後彎道後佔先，但於直路上未能保持衝刺下以第四完賽。
3月30日出戰公開賽若葉錦標，比賽途中於後方追走，進入直路後成功加速衝出，雖然勢頭不及真心呼喚，但仍然可以保持速度奪得第二。
然而其後按照計劃出戰皋月賞，比賽初段保持於中團靠後位置，但於比賽途中不斷墮後，最終無法再度加速衝刺之下以第十七大敗。
完成皋月賞後陣營擔心其累積獎金不足讓其出戰東京優駿（日本打吡），因而安排其出戰京都新聞盃，最終再度拜於真心呼喚獲得第二。
5月30日出戰東京優駿，雖然比賽途中保持良好節奏並發揮相應實力，但於直路上稍欠火候下仍然落敗於夏威夷王、真心呼喚、高級玩意及Kyowa Splendor得第五。
夏季放草休養過後以朝日挑戰盃作爲秋季首戰，雖然此戰爲其首次和年長馬匹決戰，但仍然獲得第一人氣。比賽開始後，其處於中團較前位置展開推進，進入直路後隨即加速衝刺，最終成功超越前方的Mejiro Mantle及Vita Rosa下以鼻位奪得首個分級賽冠軍。
10月24日出戰菊花賞，雖然於直路上跑出不俗的末腳，但礙於比賽初段留得太後而未能扭轉局面，最終以第六完賽。
菊花賞過後出戰12月的鳴尾紀念，雖然於直路上衝出超越前方賽駒佔先，但隨後被後上的Sakura Century以更凌厲的姿態追過，最終以1 1/4馬位差距得亞軍。

### 4歲
2005年以公開賽大阪漢堡盃作爲首戰而調整，但於其中未能追上前方的大金駒及Robbery Genio以第三完賽。
其後出戰春季天皇賞，由於其過往比賽戰績極不穩定而僅獲第十三人氣。比賽開始後，其繼續選用停留中團靠後位置的戰術等待時機，通過第四彎道後開始發力。進入直路後，其成功衝出並爆發後600秒34.1秒的末腳速度，最終以凌厲的姿態超越前方的大金駒，並以爆冷的姿態奪得首個一級賽冠軍。
然而進入秋季後陷入低潮未能延續春季的良好表現，出戰秋季天皇賞、日本盃及有馬紀念分別以第十三、第九及第十大敗。

### 5歲
2006年其以春季天皇賞前哨戰產經大阪盃作爲首戰，於其中似乎有所回勇跑獲第三。
然而賽後其被發現左後腳韌帶斷裂，於醫療團隊判定喪失比賽能力下退役。

### 詳細賽績
| 日期       | 舉辦國家 | 馬場 | 距離   | 級別 | 賽事名稱       | 負重 | 騎師     | 馬號 | 出馬 | 名次 | 時間   | 頭馬（二馬）      |
| ---------- | -------- | ---- | ------ | ---- | -------------- | ---- | -------- | ---- | ---- | ---- | ------ | ----------------- |
| 17/8/2003  | 日本     | 札幌 | 草1800 |      | 2歲新馬        | 54   | 武豐     | 6    | 8    | 4    | 1:54.6 | Arabian Nights    |
| 31/8/2003  | 日本     | 札幌 | 草1800 |      | 2歲未勝利      | 54   | 蛯名正義 | 11   | 14   | 1    | 1:52.2 | （Smart Stream）  |
| 2/10/2003  | 日本     | 札幌 | 草1800 | GIII | 札幌兩歲錦標   | 55   | 蛯名正義 | 3    | 14   | 9    | 1:55.1 | Moere Espoir      |
| 1/11/2003  | 日本     | 京都 | 草1800 | OP   | 萩錦標         | 55   | 上村洋行 | 2    | 10   | 1    | 1:46.7 | （Meiner Venado） |
| 14/12/2003 | 日本     | 中山 | 草1600 | GI   | 朝日盃未來錦標 | 55   | 上村洋行 | 16   | 16   | 13   | 1:35.7 | Cosmo Sunbeam     |
| 18/1/2004  | 日本     | 中山 | 草2000 | GIII | 京成盃         | 56   | 蛯名正義 | 7    | 10   | 4    | 2:00.1 | Focal Point       |
| 20/3/2004  | 日本     | 阪神 | 草2000 | OP   | 若葉錦標       | 56   | 福永祐一 | 13   | 14   | 2    | 2:00.2 | 真心呼喚          |
| 18/4/2004  | 日本     | 中山 | 草2000 | GI   | 皋月賞         | 57   | 蛯名正義 | 17   | 18   | 17   | 2:00.1 | 大和主將          |
| 8/5/2004   | 日本     | 京都 | 草2200 | GII  | 京都新聞盃     | 56   | 武豐     | 5    | 11   | 2    | 2:12.0 | 真心呼喚          |
| 30/5/2004  | 日本     | 東京 | 草2400 | GI   | 東京優駿       | 57   | 武幸四郎 | 13   | 18   | 5    | 2:24.0 | 夏威夷王          |
| 11/9/2004  | 日本     | 阪神 | 草2000 | GIII | 朝日挑戰盃     | 53   | 武豐     | 11   | 11   | 1    | 2:01.6 | （Vito Rosa）     |
| 24/10/2004 | 日本     | 京都 | 草3000 | GI   | 菊花賞         | 57   | 安藤勝己 | 4    | 18   | 6    | 3:06.1 | 密州怨曲          |
| 12/12/2004 | 日本     | 阪神 | 草2000 | GIII | 鳴尾紀念       | 56   | 安藤勝己 | 9    | 15   | 2    | 2:00.9 | Sakura Century    |
| 9/4/2005   | 日本     | 阪神 | 草2500 | OP   | 大阪漢堡盃     | 57   | 上村洋行 | 8    | 12   | 3    | 2:32.7 | 大金駒            |
| 1/5/2005   | 日本     | 京都 | 草3200 | GI   | 春季天皇賞     | 58   | 安藤勝己 | 10   | 18   | 1    | 3:16.5 | （大金駒）        |
| 30/10/2005 | 日本     | 東京 | 草2000 | GI   | 秋季天皇賞     | 58   | 安藤勝己 | 2    | 18   | 13   | 2:00.8 | 美妙浪漫          |
| 27/11/2005 | 日本     | 東京 | 草2400 | GI   | 日本盃         | 57   | 安藤勝己 | 17   | 18   | 9    | 2:22.9 | 傲家聲            |
| 25/12/2005 | 日本     | 中山 | 草2500 | GI   | 有馬紀念       | 57   | 安藤勝己 | 5    | 16   | 10   | 2:32.9 | 真心呼喚          |
| 4/2/2006   | 日本     | 阪神 | 草2000 | GII  | 產經大阪盃     | 59   | 安藤勝己 | 12   | 12   | 3    | 2:04.8 | 結伴行            |

## 退役後
退役後，其成爲了配種馬，於北海道新日高町Arrow Stud休養，在2007年進行配種。首批子嗣於2008年出生，首批子嗣可於2010年出賽，6月19日經已有中央的子嗣在新馬戰取勝。2013年3月10日，名將間風在雌馬賽取勝，成爲首批勝出分級賽的子嗣。5月19日，名將間風於優駿牝馬（日本橡樹大賽）取勝，成爲首匹勝出一級賽的鈴鹿間風子嗣。
2015年2月20日，其因心臟衰竭死亡，享年14歲。

### 主要子嗣

#### 一級賽優勝子嗣
粗體字為一級賽
2009年生
- 森巴舞后（育馬者金盃、日本育馬場盃雌馬經典賽、TCK女王盃、海洋盃、雌馬預賽、日本冠軍盃）

2010年生
- 名將間風（雌馬賽、優駿牝馬、秋華賞、女皇伊利沙伯二世盃）

2013年生
- Meisho Dassai（小倉夏季跳欄賽、東京跳欄賽、中山大障礙、阪神春季跳欄錦標、中山跳欄大賽）

#### 分級賽優勝子嗣
2009年生
- Eurobeat（水星盃）

## 血統簡介
父系週日寧靜是美國三冠賽雙軍馬，退役後在日本配種，在日本馬壇相當成功，贏得多項分級賽事，其子嗣贏得巨額獎金。連續12年成為日本冠軍種馬。祖父Halo爲美國賽駒，曾贏得一級賽冠軍，爲美國冠軍種馬。
母系Spring Mambo爲美國賽駒，生涯三戰全敗。祖父金滿寶爲美國生產的法國賽駒，曾三勝一級賽，亦爲近代著名種馬之一。

### 血統表
| 父線：週日寧靜系（Halo系）                       |                                |              |                 |
| 種馬 大和主將 2001年（栗色）                     | 週日寧靜 1986年（棕色）        | Halo         | Hail to Reason  |
| 種馬 大和主將 2001年（栗色）                     | 週日寧靜 1986年（棕色）        | Halo         | Cosmah          |
| 種馬 大和主將 2001年（栗色）                     | 週日寧靜 1986年（棕色）        | Wishing Well | Understanding   |
| 種馬 大和主將 2001年（栗色）                     | 週日寧靜 1986年（棕色）        | Wishing Well | Mountain Flower |
| 種馬 大和主將 2001年（栗色）                     | Scarlet Bouquet 1988年（栗色） | 北方風味     | 北地舞人        |
| 種馬 大和主將 2001年（栗色）                     | Scarlet Bouquet 1988年（栗色） | 北方風味     | Lady Victoria   |
| 種馬 大和主將 2001年（栗色）                     | Scarlet Bouquet 1988年（栗色） | Scarlet Ink  | Crimson Satan   |
| 種馬 大和主將 2001年（栗色）                     | Scarlet Bouquet 1988年（栗色） | Scarlet Ink  | Consentida      |
| 繁殖雌馬 Spring Mambo 1995年（棗色）             | 金滿寶 1990年（棗色）          | 淘金者       | Raise a Native  |
| 繁殖雌馬 Spring Mambo 1995年（棗色）             | 金滿寶 1990年（棗色）          | 淘金者       | Gold Digger     |
| 繁殖雌馬 Spring Mambo 1995年（棗色）             | 金滿寶 1990年（棗色）          | Miesque      | 雷利耶夫        |
| 繁殖雌馬 Spring Mambo 1995年（棗色）             | 金滿寶 1990年（棗色）          | Miesque      | Pasadoble       |
| 繁殖雌馬 Spring Mambo 1995年（棗色）             | Key Flyer 1986年（棗色）       | 尼真斯基     | 北地舞人        |
| 繁殖雌馬 Spring Mambo 1995年（棗色）             | Key Flyer 1986年（棗色）       | 尼真斯基     | Flaming Page    |
| 繁殖雌馬 Spring Mambo 1995年（棗色）             | Key Flyer 1986年（棗色）       | Key Partner  | Key to the Mint |
| 繁殖雌馬 Spring Mambo 1995年（棗色）             | Key Flyer 1986年（棗色）       | Key Partner  | Native Partner  |
| 雌系：Native Partner系（號族：7）                |                                |              |                 |
| 五代內近親交配：Raise a Native 4×5、北地舞人 5×4 |                                |              |                 |

## 命名由來
名字中，Suzuka（スズカ）是馬主永井啟貳的冠名，出自其出身地三重縣菰野町附近的鈴鹿山脈；Mambo（マンボ）則是源自古巴的一種拉丁舞曼波舞，繼承自母系Spring Mambo的名字，香港則翻譯为「間風」。

## 外部連結
- 鈴鹿間風 netkeiba.com （页面存档备份，存于）
- 血統表 （页面存档备份，存于）